# Calle de San Marcos
La calle de San Marcos es una vía pública de la ciudad española de Segovia.

## Descripción
La vía nace del conocido como puente de San Marcos, sobre el río Eresma, y llega hasta la carretera de Arévalo. El título lo debe a la iglesia del mismo nombre.
Aparece descrita en Las calles de Segovia (1918) de Mariano Sáez y Romero con las siguientes palabras:

San Marcos.—Es un trozo de la carretera de Arévalo, en la parte que desde el Puente Castellano llega a la Alameda del Santuario de la Fuencisla. Es otro de los barrios separados de Segovia, de corto vecindario y pequeño caserío, que sólo es el de esta calle y algunas casas en las calles del Marqués de Villena y de Veracruz. Las casas de la calle son posadas, tabernas, alguna panadería y cordelería y a su terminación está la iglesia de San Marcos, una de las primeras que se alzaron en Segovia. Es pequeña, sencilla, con un ábside semicircular románico, torreo cuadrada y baja, como casi todas las de aquella época y la que ha sufrido alguna transformación. Se celebra en dicho sitio la romería del Santo en su fiesta. Es la calle obligado paso a los caminantes de las dos carreteras, la que marcha a los pueblos del partido de Santa María de Nieva y al inmediato de Zamarramala y hónrase este tránsito con el paso de las solemnes procesiones de Nuestra Señora de la Fuencisla.
(Sáez y Romero, 1918, pp. 165-166)